# Mata Menge
Mata Menge est un site préhistorique du tournant du Pléistocène inférieur et du Pléistocène moyen, situé sur l'île de Florès, en Indonésie, dans le bassin de So'a. Des outils lithiques datés de 880 000 ans et des fossiles humains datés de 700 000 ans y ont été mis au jour respectivement en 1994 et en 2014. Le site a livré également des restes fossiles de paléofaune. La question se pose de savoir si les fossiles humains de Mata Menge pourraient représenter les ancêtres de l'Homme de Florès, découvert en 2003 dans la grotte de Liang Bua, distante d'environ 70 km de Mata Menge.

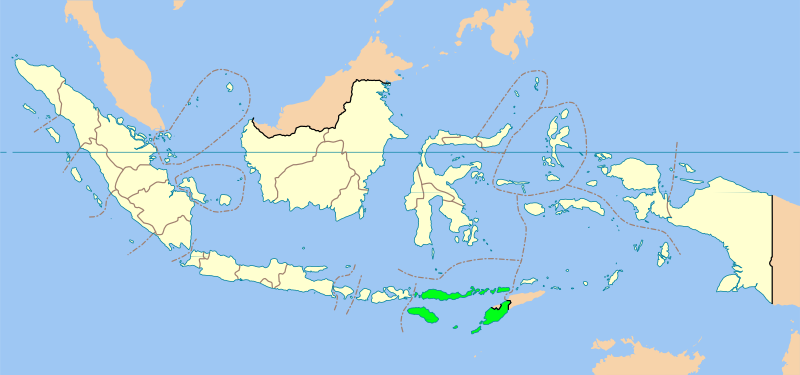
Localisation des petites îles de la Sonde orientales (vert), dont fait partie l'île de Florès.

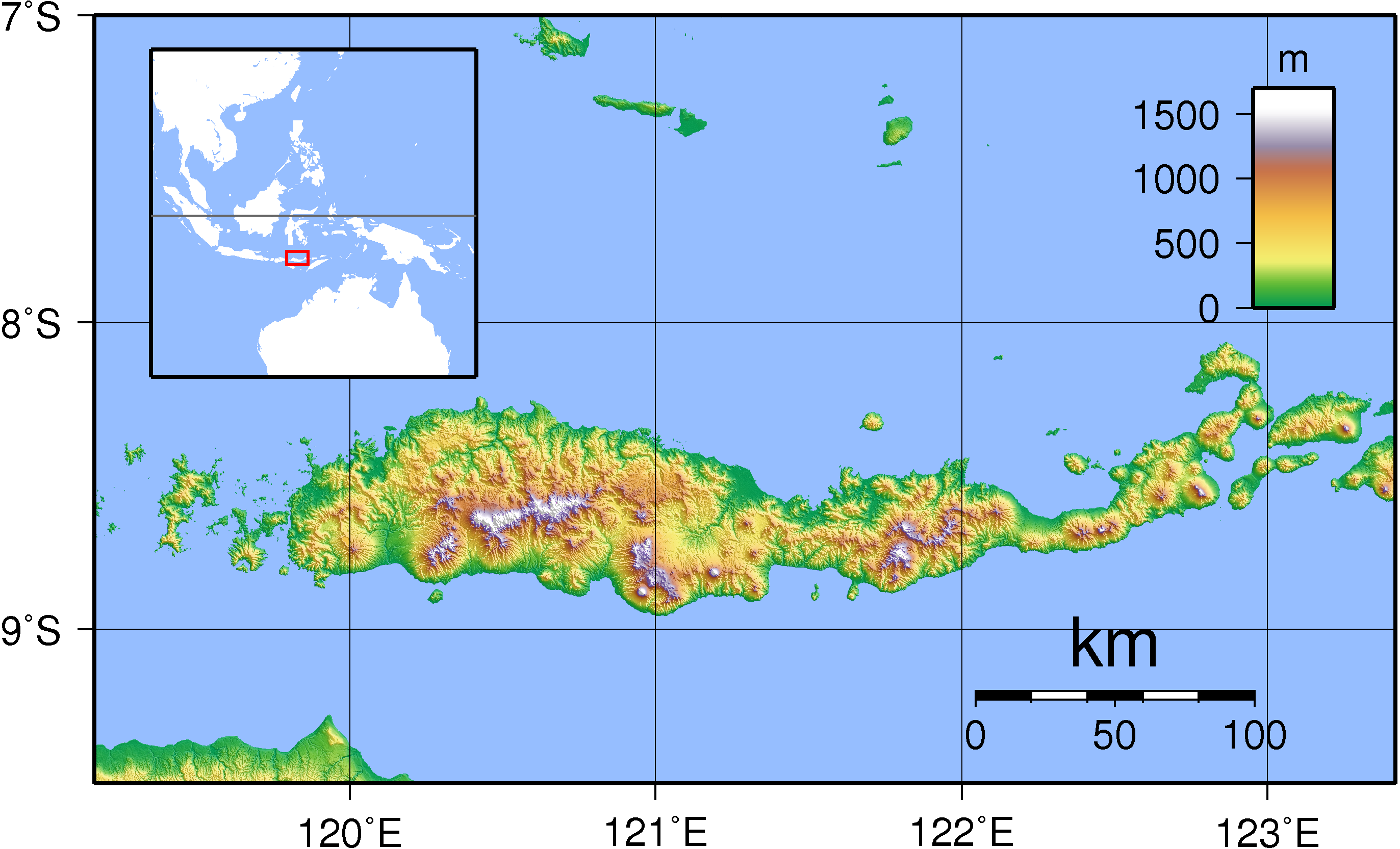
Florès : Mata Menge est au centre de l'île (longitude 121° 05′ 43″ E).

## Historique
En 1970, Theodor Verhoeven (en) et Johannes Maringer avaient déjà fouillé plusieurs sites de Florès, dont Mata Menge. Ils furent les premiers à associer des restes de Stegodon florensis insularis (une espèce éteinte d'éléphants nains) à des assemblages lithiques, et à voir dans ces objets en pierre la preuve d'une migration humaine précoce vers l'île de Florès, qui suppose une traversée maritime (la confirmation de leur statut d'artéfacts est intervenue dans les années 1990).
Dans la grotte de Liang Bua, distante d'environ 70 km de Mata Menge, ont été découverts en 2003 des fossiles humains attribués à une nouvelle espèce, Homo floresiensis, datés d'environ 95 000 ans, parmi lesquels figure le squelette quasi complet Liang Bua 1 (LB1), surnommé Flora. La reprise des fouilles en 2010 à Mata Menge avait pour objectif de « dénouer le mystère de l'origine du Hobbit » — le Hobbit étant le surnom donné familièrement à l'Homme de Florès en raison de sa petite taille. Les hypothèses relatives à l'ancêtre du Hobbit évoquaient possiblement un Homo habilis, un Homo erectus, un Homo sapiens atteint de dégénérescence, ou un Australopithèque,.
L'idée selon laquelle l'occupation de l'île par des humains est bien plus ancienne que l'âge de Flora avait commencé à s'imposer à la suite de la découverte à Mata Menge d'assemblages lithiques datés en 1994 de 880 000 ans.

## Paléoenvironnement
Il y a 700 000 ans, le bassin de So’a était couvert de prairies avec des points d'eau. Des Stegodon florensis insularis, des dragons de Komodo, des rongeurs et des oiseaux peuplaient cette savane tropicale,.

## Vestiges lithiques
Des fouilles entreprises en 1994 ont permis de récupérer 45 vestiges lithiques, principalement constitués de basalte et de chaille, dont plusieurs ont été classés comme artéfacts. Les restes fossiles de Stegodon florensis, de Hooijeromys nusatenggara, de  crocodiles et de mollusques d'eau douce ont également été découverts, et datés d'environ 730 000 ans avant le présent.
Les fouilles de 2004-2006 ont permis de récupérer 487 artéfacts lithiques.
En 2014, la couche contenant les fossiles humains a livré aussi 47 artéfacts lithiques, dont le niveau de sophistication est décrit comme étant « simple », ainsi que des restes de Stegodon florensis (Hooijeromys nusatenggara, en néerlandais), de dragon de Komodo et de crocodile.
Les artéfacts lithiques trouvés à Mata Menge présentent des affinités avec ceux associés à Homo floresiensis dans la grotte de Liang Bua,,, ce qui appuie l'idée que les hommes de Mata Menge sont probablement les ancêtres d' Homo floresiensis.

## Fossiles humains

### Découverte
En 2010, Mike Morwood engage des fouilles à Mata Menge, dans la formation Ola Bula. Il en avait conçu le projet quelques semaines après la mise au jour des fossiles de l'Homme de Florès (dont il est un des découvreurs). Il espérait identifier les premiers humains migrateurs arrivés dans l'île. Il a fallu près de cinq ans de fouilles pour trouver des fossiles de ces fabricants d'outils dont on supposait l'existence depuis les années 1960. Une étudiante indonésienne en paléontologie et Mika R. Puspaningrum (un doctorant), membres de l'équipe de Mike Morwood (mort en 2013), ont extrait du grès les restes conservés dans une ancienne coulée de boue volcanique. En octobre 2014, un fragment de mandibule humaine et six dents isolées ont ainsi été découverts.

### Description
Les fossiles appartiennent à au moins trois individus distincts et sont datés d'environ 700 000 ans avant le présent. Ce sont les fossiles humains les plus anciens jamais découverts sur l'île de Florès. Les trois individus sont un adulte et deux jeunes enfants (il y a deux dents de lait).
Le fragment de mandibule de Mata Menge est similaire par sa forme aux mandibules de Liang Bua, mais il dénote une taille plus petite. L'Homme de Florès ne mesurait déjà qu'environ 1,06 m. « Le fragment de mandibule de Mata Menge est celui d’un adulte 21 % plus petit que le plus minuscule Hobbit de Liang Bua ». Les dents isolées semblent plus ancestrales (moins dérivées) que celles du Hobbit.

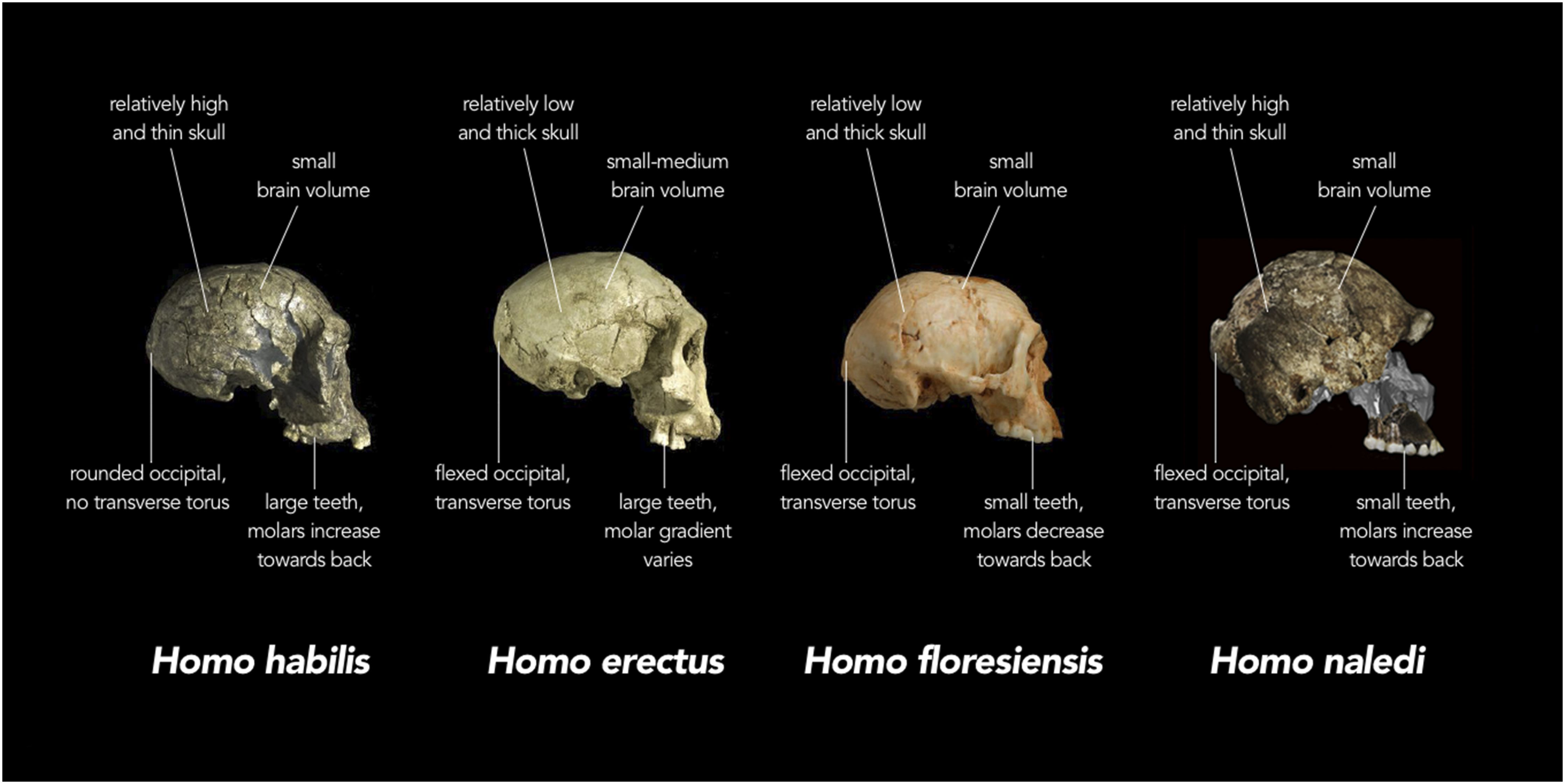
Comparaison des crânes de plusieurs espèces du genre Homo (Homo habilis, Homo erectus, Homo floresiensis et Homo naledi)

### Comparaison avec les espèces connues
Lors de la découverte de l'Homme de Florès, certains avaient supposé qu'il pouvait descendre d'un Homo sapiens. La seule datation des fossiles de Mata Menge (700 000 ans) infirme cette hypothèse, si l'on admet le lien entre l'Homme de Florès et les fossiles de Mata Menge, lien qui n'est pas établi avec certitude.
Une molaire ressemble par sa forme aux molaires d'Homo erectus, quoiqu'elle soit de plus petite taille, plus qu'elle ne ressemble à celles d' Homo habilis ou des Australopithèques.

## Discussions
Il est impossible de dire comment l'Homme de Florès a pu traverser la mer pour parvenir jusqu'à l'île de Florès.
L'absence de fossiles de pré-humains connus sur la route allant de l'Afrique vers l'Asie du Sud-Est a nourri l'hypothèse selon laquelle l'Homme de Florès serait à l'origine un Homo erectus arrivé à Florès, où il aurait connu par la suite une diminution de taille, processus appelé nanisme insulaire, qui affecte de nombreuses espèces dans les îles, notamment du fait que les ressources y sont plus limitées que sur le continent.
Certains spécialistes doutent que les fossiles de Mata Menge représentent nécessairement les ancêtres de l'Homme de Florès. Selon Shara Bailey (Université de New York), spécialiste en dents fossiles, « la forme des dents trouvées à Mata Menge ne démontre pas de lien avec Homo floresiensis mais n’en exclut pas non plus». De même Adam van Arsdale (Wellesley College, Massachusetts), spécialiste en mâchoires fossiles, déclare : « Je ne suis pas convaincu que la morphologie des spécimens découverts soit suffisante pour exclure un lien entre les restes de Mata Menge et d’autres lignées humaines » qu'Homo floresiensis.

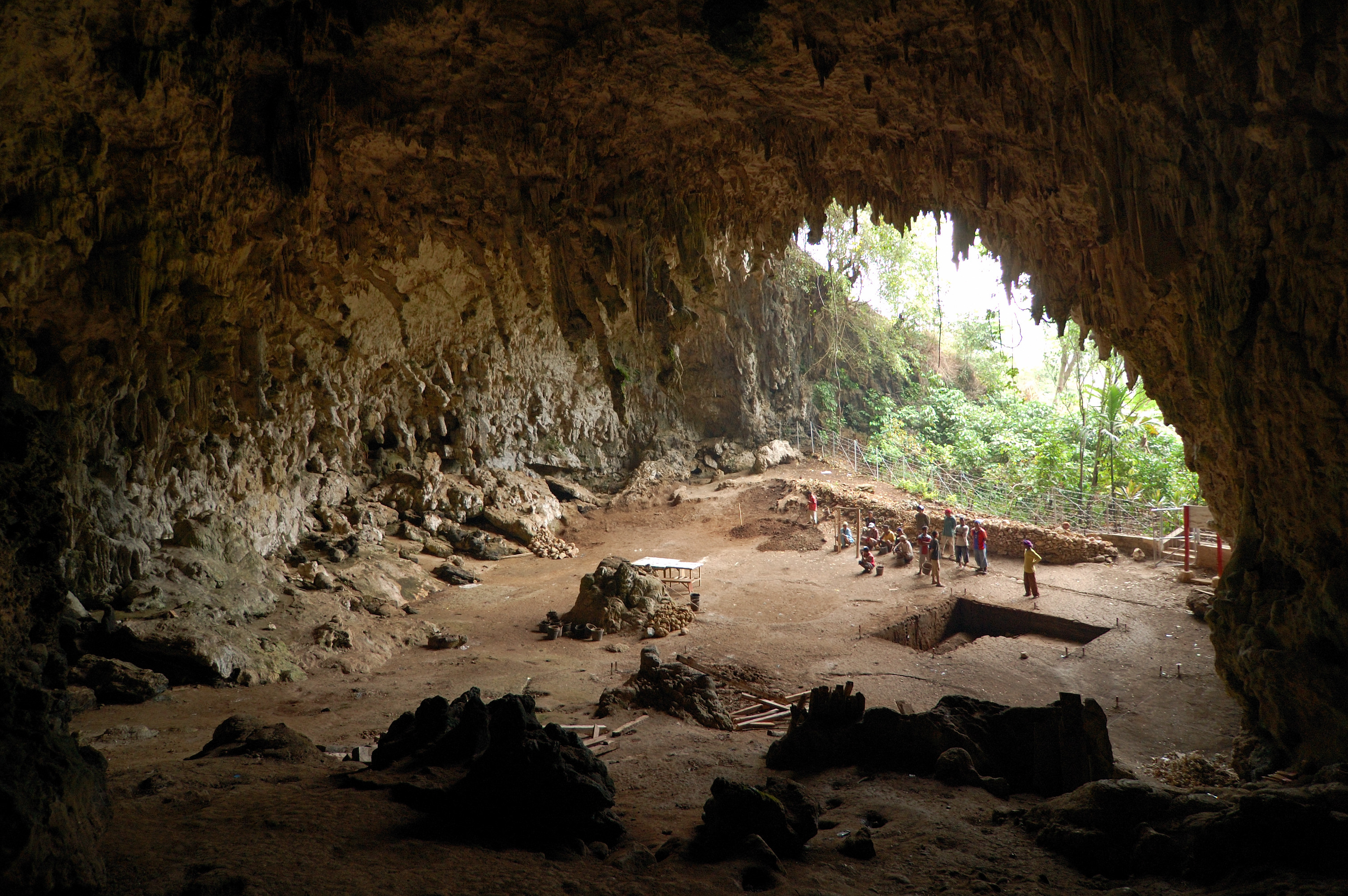
Grotte de Liang Bua, où les fossiles d'Homo floresiensis ont été découverts, à 70 km à l'ouest de Mata Menge.
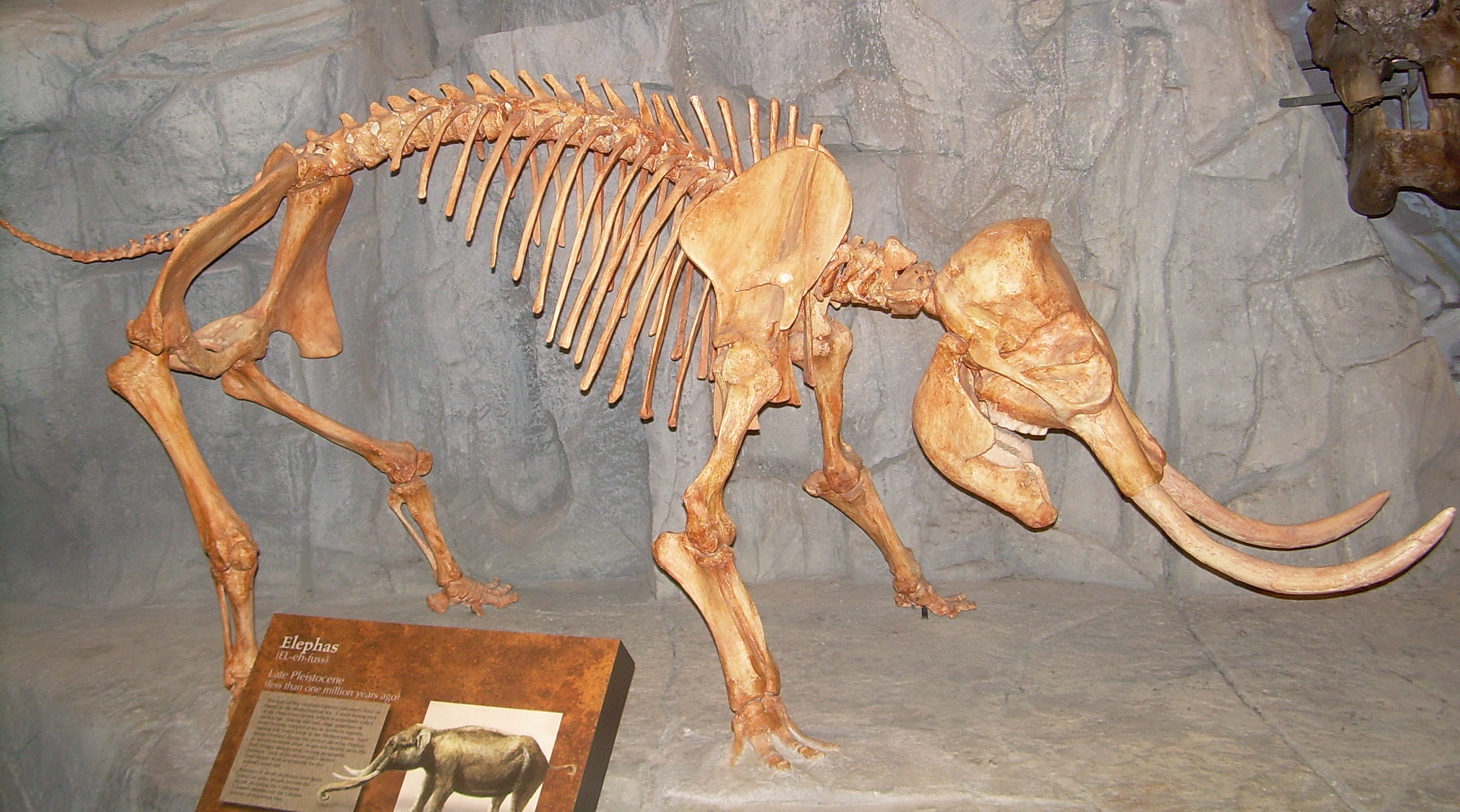
Stegodon florensis insularis, pachyderme nain de Florès.
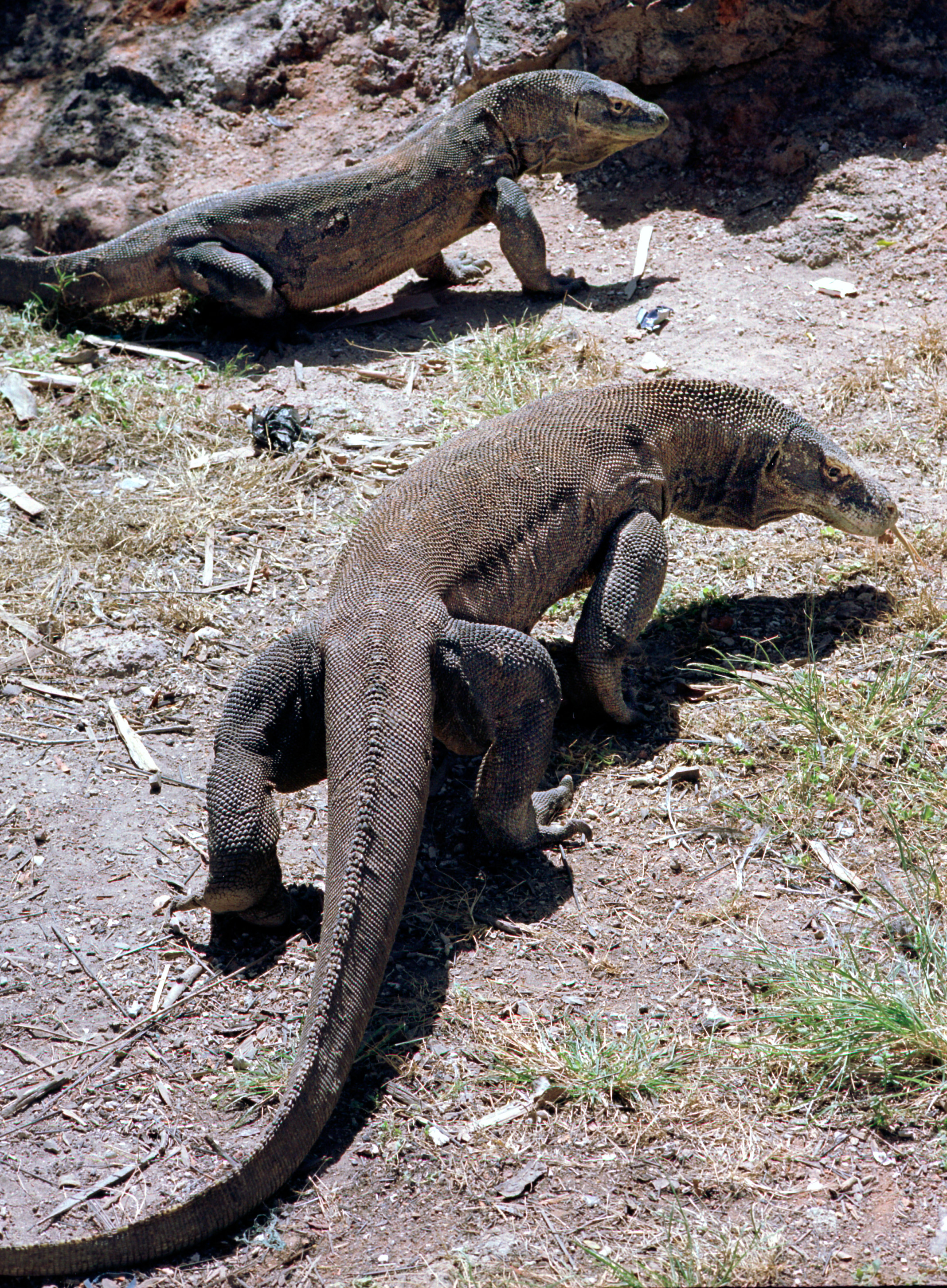
Dragon de Komodo actuel.
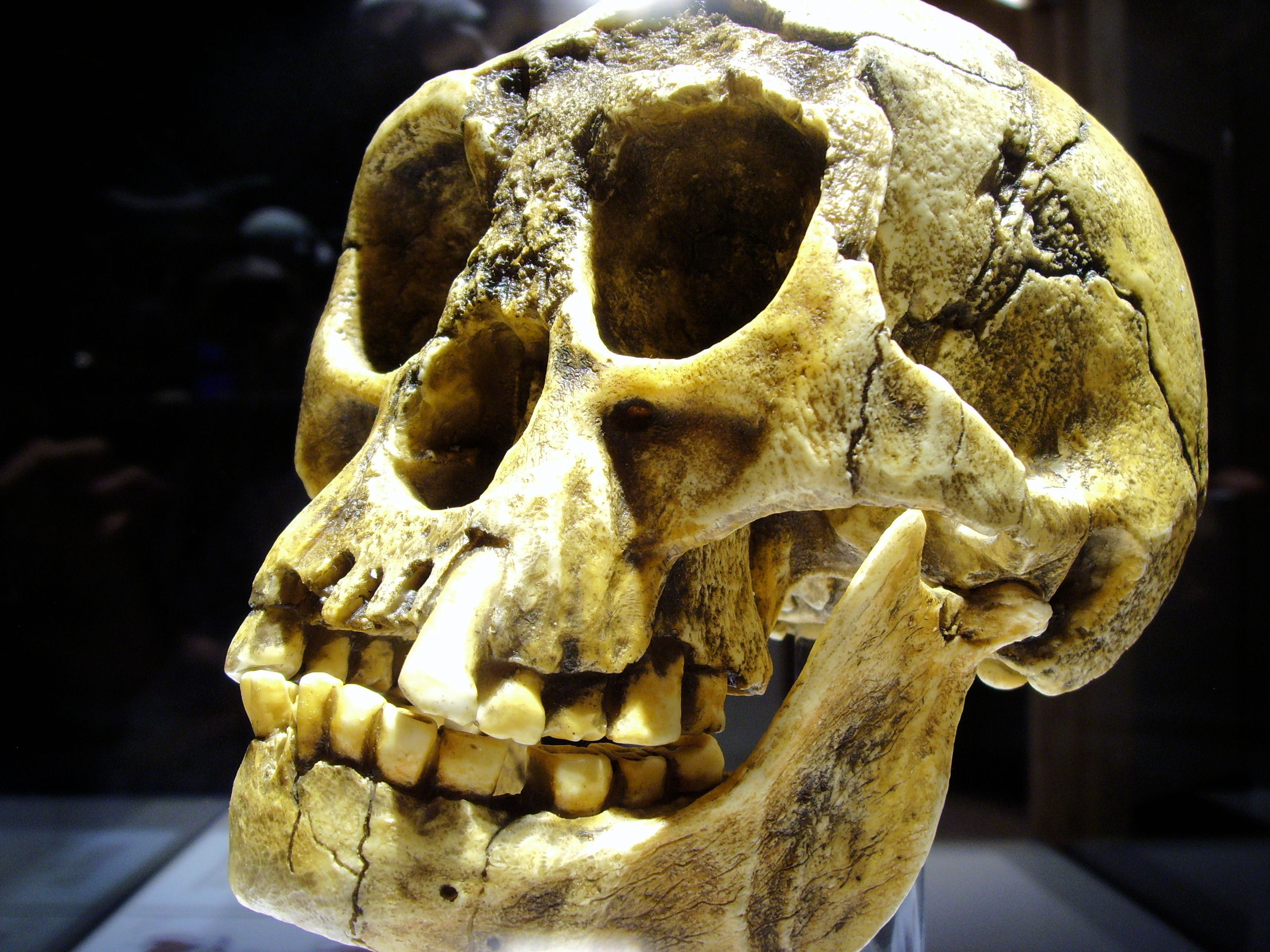
Le crâne d'Homo floresiensis, mis au jour dans la grotte de Liang Bua.
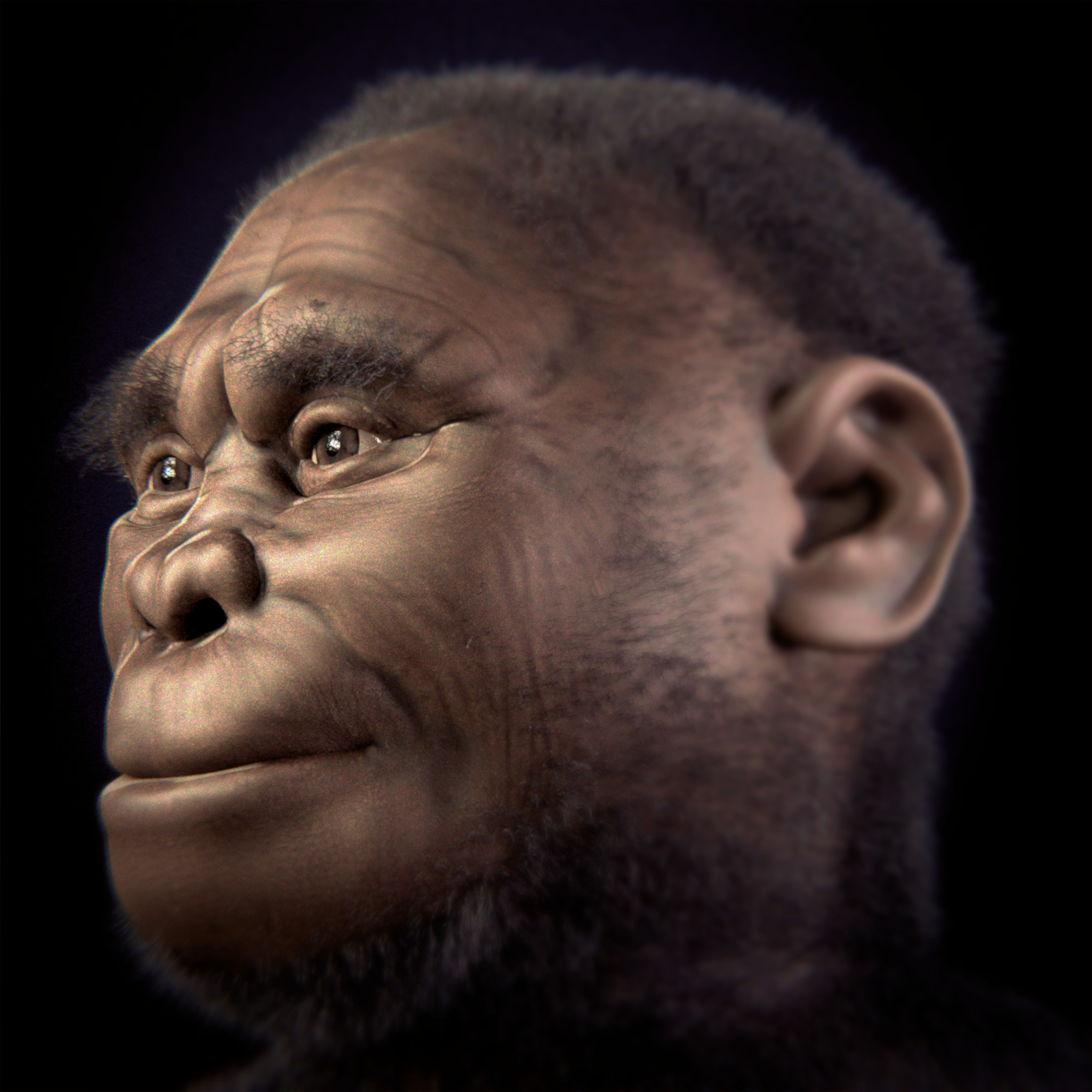
Reconstitution de l'Homme de Florès (95 000 ans AP).